# نات جاكوا
نات جاكوا (بالإنجليزية: Nate Jaqua)‏ (28 أكتوبر 1981 بيوجين في الولايات المتحدة - ) هو لاعب كرة قدم أمريكي في مركز الهجوم. شارك مع منتخب الولايات المتحدة لكرة القدم. أما مع النوادي، فقد لعب مع سياتل ساوندرز وشيكاغو فاير ولوس أنجلوس غلاكسي ونادي تورونتو ونادي رايندورف آلتاخ وهيوستن دينامو وMinnesota Thunder ‏.

## وصلات خارجية
- نات جاكوا على موقع الدوري الأمريكي (الإنجليزية)
- نات جاكوا على موقع قاعدة بيانات كرة القدم.إي يو (الإنجليزية)
- نات جاكوا على موقع ناشيونال فوتبول تيمز (الإنجليزية)
- نات جاكوا على موقع Soccerway.com (الإنجليزية)
- نات جاكوا على موقع عالم كرة القدم.نت (الإنجليزية)